# Cabinet
Cabinet är debutalbumet av det svenska death metal-bandet Spawn of Possession. 

## Spår
1. "Lamashtu" – 0:49
2. "Swarm of the Formless" – 3:08
3. "Hidden in Flesh" – 4:25
4. "A Presence Inexplicable" – 3:56
5. "Dirty Priest" – 3:16
6. "Spawn of Possession" – 3:57
7. "Inner Conflict" – 2:58
8. "Cabinet" – 3:28
9. "The Forbidden" – 4:35
10. "Church of Deviance" – 3:30
11. "Uncle Damfee" – 4:10

## Medverkande
- Jonas Bryssling - Gitarr
- Jonas Karlsson - Gitarr
- Niklas Dewerud - Bas
- Dennis Röndum - Trummor, sång